# The Forest Is the Path
The Forest Is the Path é o oitavo álbum de estúdio da banda de rock escocesa Snow Patrol, lançado em 13 de setembro de 2024 pela gravadora Polydor Records. É o primeiro álbum após as saídas do baixista Paul Wilson e do baterista Jonny Quinn e o primeiro em seis anos após o sétimo álbum, Wildness (2018).

## Lista de faixas
| Edição padrão  |                                        |         |  |
| N.º            | Título                                 | Duração |  |
| 1.             | "All"                                  | 4:18    |  |
| 2.             | "The Beginning"                        | 3:31    |  |
| 3.             | "Everything's Here and Nothing's Lost" | 4:06    |  |
| 4.             | "Your Heart Home"                      | 3:39    |  |
| 5.             | "This Is the Sound of Your Voice"      | 4:30    |  |
| 6.             | "Hold Me in the Fire"                  | 4:00    |  |
| 7.             | "Years That Fall"                      | 3:51    |  |
| 8.             | "Never Really Tire"                    | 5:54    |  |
| 9.             | "These Lies"                           | 4:48    |  |
| 10.            | "What If Nothing Breaks?"              | 3:42    |  |
| 11.            | "Talking About Hope"                   | 3:55    |  |
| 12.            | "The Forest Is the Path"               | 4:30    |  |
| Duração total: | Duração total:                         | 50:44   |  |

Todas as letras escritas por Gary Lightbody, Johnny McDaid and Nathan Connolly, todas as músicas compostas por Snow Patrol.
| Faixas bônus   |                                                         |         |  |
| N.º            | Título                                                  | Duração |  |
| 13.            | "But I'll Keep Trying"                                  | 3:11    |  |
| 14.            | "This Is the Silence"                                   | 2:59    |  |
| 15.            | "What's Left in the Light"                              | 3.25    |  |
| 16.            | "Waking Up Now"                                         | 3.39    |  |
| 17.            | "Falling Through All of This Time"                      | 4.06    |  |
| 18.            | "This Is the Sound of Your Voice (Will Reynolds Remix)" | 4.48    |  |
| Duração total: | Duração total:                                          | 1:12:52 |  |

## Paradas e posições
| País/Parada (2024)                    | Melhor posição |
| ------------------------------------- | -------------- |
| Áustria (Ö3 Austria Top 40)           | 17             |
| Bélgica (Ultratop Flandres)           | 12             |
| Bélgica (Ultratop Valônia)            | 9              |
| Países Baixos (Dutch Charts)          | 3              |
| Alemanha (Offizielle Deutsche Charts) | 13             |
| Irlanda (Official Irish Albums)       | 2              |
| Escócia (Official Scottish Albums)    | 1              |
| Suíça (Schweizer Hitparade)           | 10             |
| Reino Unido (Official Albums Chart)   | 1              |